# 구룡포해수욕장

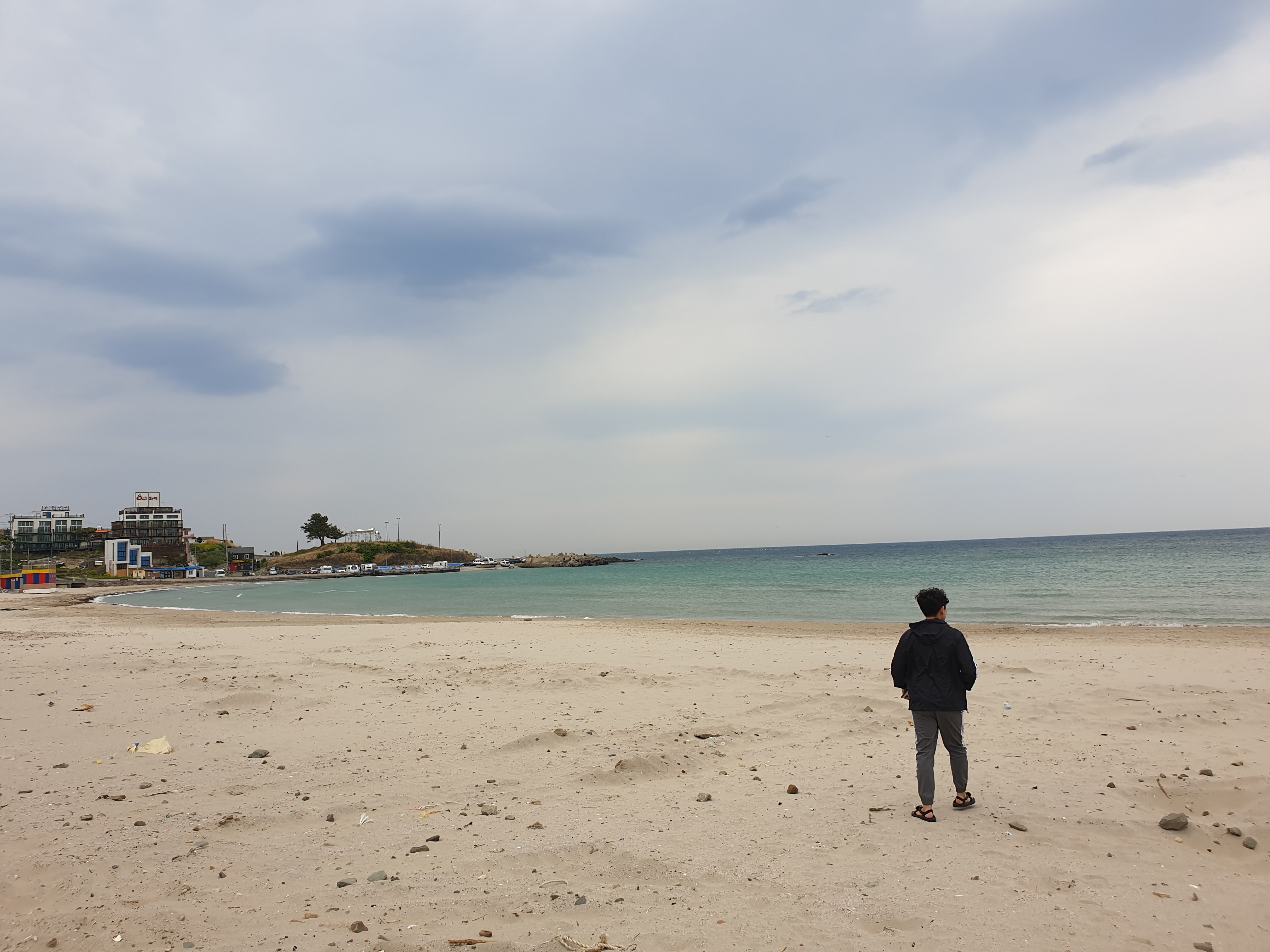
구룡해수욕장

구룡포해수욕장은 경상북도 포항시 남구 구룡포읍 구룡포리에 위치한 해수욕장이다.